# جيمي هاينز (لاعب كرة قاعدة)
جيمي هاينز (بالإنجليزية: Jimmy Haynes)‏ هو لاعب كرة قاعدة أمريكي، ولد في 5 سبتمبر 1972 في لاغرانغ في الولايات المتحدة.

## وصلات خارجية
- جيمي هاينز على موقعبيزبول رفرنس.كوم (الدوري الرئيسي) (الإنجليزية)
- جيمي هاينز على موقعبيزبول رفرنس.كوم (الدوري الثانوي) (الإنجليزية)